# Lupaeus philippinensis
Lupaeus philippinensis är en spindeldjursart som först beskrevs av Corpuz-Raros 2007.  Lupaeus philippinensis ingår i släktet Lupaeus och familjen Cunaxidae. Inga underarter finns listade i Catalogue of Life.